# إميل دوبويس (قاتل متسلسل)
إميل دوبويس (بالفرنسية: Émile Dubois) هو قاتل متسلسل تشيلي وفرنسي، ولد في 29 أبريل 1867 في إتابلس في فرنسا، وتوفي في 26 مارس 1907 في فالبارايسو في تشيلي بسبب إعدام رميا بالرصاص.